# 黄力群
黄力群，原全国人大常委会信访局副局长，毕业于北京大学法学硕士专业，曾任职于北京市第二中级人民法院、全国人大内务司法委员会、人大法工委、全国人大信访局。2013年10月26日加盟北京锋锐律师事务所。2015年7月被捕。